# Semur-en-Brionnais
Semur-en-Brionnais je historická obec v Burgundsku ve Francii, ležící v départementu Saone-et-Loire, s asi 700 obyvateli. Je rozložena na svahu návrší, na jehož vrcholku jsou zříceniny středověkého hradu a náměstí s kostelem.
Původně kapitulní románský kostel sv. Hilaria, trojlodní, se zvonicí nad křížením a s bohatou sochařskou výzdobou, byl postaven kolem roku 1200. Je to typický – i když poměrně pozdní - příklad burgundské románské architektury, zřetelně ovlivněný architekturou kostela v Cluny.
Hrad byl od 10. do 14. století sídlem poměrně mocného šlechtického rodu, z něhož pocházel i svatý Hugo, opat, který vybudoval druhý kostel v Cluny (Cluny II.).